# Championnats d'Europe de trampoline 2016
Navigation
2014 2018
La 25e édition des championnats d'Europe de trampoline, double mini-trampoline et tumbling seniors, juniors et U21 ont lieu du 31 mars au 3 avril 2016.

## Podiums
| Épreuves                                    | Or                                             | Argent                                         | Bronze                                                                           |
| ------------------------------------------- | ---------------------------------------------- | ---------------------------------------------- | -------------------------------------------------------------------------------- |
| Hommes                                      |                                                |                                                |                                                                                  |
| Trampoline par équipes résultats détaillés  | Russie 177,855 pts                             | Biélorussie 173,82 pts                         | Portugal 169,065 pts                                                             |
| Double Mini par équipes résultats détaillés | Russie 116,6 pts                               | Portugal 110,1 pts                             | Espagne 109,1 pts                                                                |
| Tumbling par équipes résultats détaillés    | Royaume-Uni 114,6 pts                          | Russie 113,6 pts                               | Danemark 110,2 pts                                                               |
| Trampoline résultats détaillés              | Uladzislau Hancharou (BLR)                     | Dmitry Ushakov (RUS)                           | Nathan Bailey (GBR)                                                              |
| Double Mini résultats détaillés             | Mikhail Zalomin (RUS)                          | Aleksandr Odintsov (RUS)                       | Dmitriy Fedorovskiy (AZE)                                                        |
| Tumbling résultats détaillés                | Tagir Murtazaev (RUS)                          | Kristof Willerton (GBR)                        | Grigory Noskov (RUS)                                                             |
| Synchro résultats détaillés                 | Mikalai Kazak (BLR) Uladzislau Hancharou (BLR) | Mykola Prostorov (UKR) Dmytro Byedyevkin (UKR) | Diogo Abreu (POR) Pedro Ferreira (POR)                                           |
| Femmes                                      |                                                |                                                |                                                                                  |
| Trampoline par équipes résultats détaillés  | Royaume-Uni 159,595 pts                        | Russie 156,97 pts                              | Espagne 149,895 pts                                                              |
| Double Mini par équipes résultats détaillés | Russie 100,3 pts                               | Espagne 98,1 pts                               | Royaume-Uni 97,4 pts                                                             |
| Tumbling par équipes résultats détaillés    | Royaume-Uni 103,8 pts                          | Russie 102,4 pts                               | France Léa Callon Marie Deloge Emilie Wambote Lauriane Lamperim 96,9 pts         |
| Trampoline résultats détaillés              | Yana Pavlova (RUS)                             | Hanna Harchonak (BLR)                          | Kat Driscoll (GBR)                                                               |
| Double Mini résultats détaillés             | Lina Sjöberg (SWE)                             | Polina Troianova (RUS)                         | Kirsty Way (GBR)                                                                 |
| Tumbling résultats détaillés                | Anna Korobeynikova (RUS)                       | Lucie Colebeck (GBR)                           | Rachel Davies (GBR)                                                              |
| Synchro résultats détaillés                 | Marine Jurbert (FRA) Léa Labrousse (FRA)       | Susana Kochesok (RUS) Anna Kornetskaya (RUS)   | Ana Rente (POR) Beatriz Martins (POR) Marina Kiyko (UKR) Nataliya Moskvina (UKR) |

## Tableau des médailles
| Rang  | Nation        | Or | Argent | Bronze | Total |
| ----- | ------------- | -- | ------ | ------ | ----- |
| 1     | Russia        | 7  | 7      | 1      | 15    |
| 2     | Great Britain | 3  | 2      | 5      | 10    |
| 3     | Belarus       | 2  | 2      | 0      | 4     |
| 4     | France        | 1  | 0      | 1      | 2     |
| 5     | Sweden        | 1  | 0      | 0      | 1     |
| 6     | Portugal      | 0  | 1      | 3      | 4     |
| 7     | Spain         | 0  | 1      | 2      | 3     |
| 8     | Ukraine       | 0  | 1      | 1      | 2     |
| 9     | Azerbaijan    | 0  | 0      | 1      | 1     |
| 9     | Denmark       | 0  | 0      | 1      | 1     |
| Total | Total         | 14 | 14     | 15     | 43    |